# Cris Koch
Cris Koch (geboren 1975 in Neustadt an der Aisch) ist ein deutscher Maler, Musiker und Performancekünstler.

## Leben
Cris Koch absolvierte eine Ausbildung zum Schriftsetzer und studierte anschließend an der Akademie der Bildenden Künste in Nürnberg  (u. a. bei Michael Munding und Jochen Flinzer) und an der Ungarischen Akademie der Bildenden Künste in Budapest. Nach seinem Studium lebte und arbeitete er in Berlin. Inzwischen ist sein Lebens- und Schaffensmittelpunkt München.

## Künstlerisches Werk
Cris Kochs künstlerisches Werk umfasst Malerei, Grafik, Musik, Text, Installation und Performancekunst.

### Malerei
Seine Malereien zeigen u. a. Einflüsse von Punk, Grunge, Expressionismus, Pop-Art, Streetart, Urban Art und Post-Vandalismus. Für seine Werke nutzt der Künstler unterschiedliche Techniken wie z. B. Acryl-, Lack- und Papiercollagen, die Projektion, die Grafik, die reine Malerei und seit 2021 vorwiegend die Décollage. Hierbei bezieht sich Cris Koch in seiner Arbeitsweise auf die Affichisten im Paris der 1950er-Jahre sowie auf die Methode des Cut-ups der Beat Generation. Seine Arbeiten stehen außerdem in der Tradition der Appropriation Art und Objets trouvés. Cris Kochs Werke kombinieren urbane Motive, typografische Elemente und popkulturelle Fragmente zu experimentellen Kompositionen. Mit seinen Décollagen beschäftigt sich der Künstler auf ästhetische Art mit sensiblen politischen Fragestellungen, u. a. mit Werbung im öffentlichen Raum und dessen Wiederaneignung durch das Individuum. Cris Kochs Malereien sind in verschiedenen Sammlungen in Deutschland und weltweit vertreten.
Bekannt wurde Koch 2010 durch seine Einzelausstellung 345m/s (Ricochet #1) im Museum Villa Stuck in München, die Teil der Reihe Ricochet war. Dort wurden auch Werke von Hito Steyerl, Ahmet Öğüt und Martin Heindel gezeigt. In einem Interview mit der Journalistin Evelyn Pschak von der Süddeutschen Zeitung bezeichnete Cris Koch Musik als wichtigen Einflussfaktor für sein malerisches Schaffen. Auch der Journalist Walter Kittel betonte bei Deutschlandfunk Kultur Kochs Verbindung zur musikalischen Subkultur.
Koch kombinierte in der Ausstellung 345m/s (Ricochet #1) urbane Bildmotive mit typografischen Fragmenten, popkulturellen Referenzen und Materialien wie Pappe, Acryl, Sprühfarbe und Plakatpapier. Die Schau umfasste Malerei, Zeichnung, Fotografie, Installationen und multimediale Objekte. Zu den Arbeiten zählten u. a. die Installation The Historical Society of Noise, in der Alltagsgegenstände zu Klangobjekten umfunktioniert wurden, sowie die Arbeit Plattenladen, bei der bemalte Schallplatten als visuelle Objekte auf tonlosen Plattenspielern präsentiert wurden. Er verwendete verschiedene Techniken wie Monotypie, Collage und Sampling. Typografie spielte eine zentrale Rolle, oft in Form von Zitaten oder Fragmenten. Inhaltlich griff er persönliche Erfahrungen sowie Motive aus Musik, Film und Literatur auf, darunter auch Verweise auf den Cthulhu-Mythos von H. P. Lovecraft. Der Ausstellungskatalog wurde im internationalen Kunstbuchverlag Kerber veröffentlicht.
In den darauffolgenden Jahren präsentierte Koch seine Werke in zahlreichen Einzel- und Gruppenausstellungen im In- und Ausland und arbeitete kuratorisch im Kunstverein Borgo Ensemble Kunst & Freundschaft. 2018 war er Teilnehmer der Art Colony in Bitola (Nordmazedonien).
2021 wurde seine Malerei Vakuum vom Kopf & Kragen Literaturverlag als Cover für Poljak Wlassowetz’ Buch Manifest für ein gutes Leben verwendet.

### Décollage
Seit 2021 arbeitet Cris Koch hauptsächlich mit der Technik der Décollage. Dabei verwendet er gebrauchte Werbeplakate, die er aus dem öffentlichen Raum entnimmt – etwa von Litfaßsäulen, Plakatwänden oder Bauzäunen. Die Materialien sammelt er europaweit u. a. in Wien, Venedig, Basel, Paris, Straßburg, Rotterdam, Brüssel, Marseille, Zürich und Budapest.
In einem mehrstufigen Verfahren schneidet er rechteckige Segmente aus, löst die Papierschichten voneinander und setzt die Fragmente im Atelier auf Leinwand neu zusammen. Durch diesen Eingriff entstehen Vergrößerungseffekte, bei denen Rasterungen und technische Auflösungen sichtbar werden; figurative Elemente wirken verfremdet oder lösen sich in abstrakte Formationen auf. Typisch für seine Werke sind Fragmente wie halbe Schriftzüge, Farbverläufe oder grafische Details, die durch den neuen Kontext eine eigenständige Bedeutung erhalten. Koch versteht seine Arbeit als eine künstlerische Strategie zwischen Dekonstruktion und Neuordnung visueller Information. In einem Gespräch mit den Nürnberger Nachrichten bezeichnete er seinen künstlerischen Ansatz, als „ein Spiel zwischen Information und Nichtinformation“ und als „die Suche nach Bildern in Bildern“. Koch knüpft damit an die Tradition der französischen Affichisten der 1950er-Jahre an, insbesondere an Künstler wie Raymond Hains und Jaques de la Villeglé, die das Abreißen, Überlagern und Umdeuten von Plakaten als künstlerischen Akt etablierten.
Kochs Werke lösen das Plakat aus seiner ursprünglichen Funktion als Mittel der Werbung oder politischen Kommunikation und überführen es in eine autonome bildkünstlerische Sprache. Durch die Kontextverschiebung entstehen neue visuelle Bedeutungsräume, die gesellschaftliche, ästhetische und medienkritische Fragen aufwerfen. Koch versteht seine Arbeit zugleich als stille Form der Wiederaneignung des öffentlichen Raums, in dem Plakate nicht nur als Informationsträger, sondern auch als Spuren urbaner Wirklichkeit gelesen und künstlerisch transformiert werden.
Zur 2024 erschienenen Anthologie U0 Untergrundminiaturen des Kopf & Kragen Literaturverlags trug Koch zwölf Décollagen bei. 2025 präsentierte er gemeinsam mit der Künstlerin Ariane Kipp die Ausstellung INSIDE STREETS im Kunsthaus Nürnberg. Die Schau thematisierte das Plakat als künstlerisches Material und bewegte sich im Spannungsfeld zwischen zeitgenössischer Kunst, Fotografie, Literatur und Urban Art. Bezugspunkte bildeten historische Konzepte wie der Affichismus und der Lettrismus. Der dazugehörige Ausstellungskatalog ist im April 2025 im Kerber Verlag erschienen.

### Musik und Performancekunst
Neben der bildenden Kunst widmet sich Koch insbesondere der Musik und der Performance. Er betreibt seit 1998 das unabhängige Musiklabel 12pylons records und veröffentlichte mit der Band Coney Noise sowie als Solokünstler unter den Namen Sonicmono und Unmono mehrere Alben. Aktuell ist er in den Bands Tripolys und Pony Noise als Sänger und Gitarrist aktiv. Seine Musik bewegt sich stilistisch zwischen Elektro-Grunge, Noise-Rock und Indie-Techno.
Koch tritt regelmäßig mit Performances und musikalischen Projekten im In- und Ausland auf. Im Februar 2020 kehrte er ins Museum Villa Stuck nach München zurück, um im Rahmen der Ausstellung Ricochet #13: Räume in einer vom Regisseur und bildenden Künstler Martin Heindel entworfenen Wachshöhle die Performance Orpheus spielt im Hades zu zeigen. Es folgten gemeinsame Performances mit dem Schriftsteller Poljak Wlassowetz und der Schauspielerin Roxana Safarabadi im Berliner Literaturhaus Lettrétage sowie szenische Lesungen mit dem französischen Autor Wilfried N’Sondé im Literaturhaus Berlin und im Museum Fünf Kontinente in München (2023). 2024 trat Koch mit seiner Band Tripolys in der Volksbühne am Rosa-Luxemburg-Platz in Berlin auf. Für 2025 sind weitere Auftritte im Rahmen der Ausstellung INSIDE STREETS im Kunsthaus Nürnberg angekündigt.

### Grafiken, Zeichnungen und Installationen
Seit 2016 entstanden während mehrmonatiger Aufenthalte in Marokko und Frankreich zahlreiche Grafiken und Zeichnungen von Cris Koch, die in Ausstellungen im In- und Ausland präsentiert wurden. Für die 2022 im Kopf & Kragen Literaturverlag erschienene Anthologie U8 Untergrundminiaturen fertigte er 13 Zeichnungen über die Berliner U-Bahn-Linie U8 an.
Darüber hinaus trat er mit Rauminstallationen wie Kunst & Sicherheit, The Historical Society of Noise, The Silent Club und Kunstschutz Army als interdisziplinär arbeitender Künstler in Erscheinung. Diese Werke verbinden bildende Kunst, Musik, Konzeptkunst, Fotografie und gesellschaftspolitische Fragestellungen.

## Ausstellungen (Auswahl)

### Einzelausstellungen
- 2007: Berlin | Huha | Seven = 6 + 1
- 2007: Düsseldorf | Brause | Drachen + Milchshakes
- 2007: München | Pipikakothek | Draftland
- 2008: Berlin | Kiezgalerie | Es gibt Saft Baby!
- 2010: München | Villa Stuck | 343 m/s (Ricochet #1)[38]
- 2011: Nürnberg | Schloss Almoshof | Hoch Hinunter
- 2012: Roßtal | Kulturscheune | Institut für Kunst + Sicherheit[39]
- 2013: Berlin | Kunstblitz | The Silent Club / Kunst + Sicherheit[40]
- 2014: Fürth | Borgo Ensemble | Demonstrationsraum Kunst + Sicherheit
- 2017: Nürnberg | Borgo Ensemble | Bis jetzt ging alles ganz gut[41]
- 2018: Nürnberg | Galerie 76 | Studies of the autoscooter
- 2019: Berlin | Warthe 5 | Salon zum guten Leben
- 2019: Nürnberg | Edel Extra | Der Kobel auf der Fensterbank
- 2021: Nürnberg | Casablanca Kino[42]
- 2022: München | Riviera | City Cuts
- 2022: Neustadt an der Aisch | Galerie in der Sparkasse | City Cuts[43]
- 2023: Fürth | Atelier Sohler | Allgemeinstelle Theaterstraße[44]
- 2023: München | Waagmüller 15 | Out of Badewanne
- 2024: Erlangen | Kunstraum Bismarckstraße | Passage[45]
- 2024: Nürnberg | Schaufenster Galerie | SF #18
- 2025: Nürnberg | Kunsthaus | Inside Streets[46]

### Gruppenausstellungen
- 2007: Berlin | Blütenweiss | Anonyme Zeichner 5
- 2009: Leipzig | PPZK | Zärtliche Chaoten
- 2011: Heidelberg | Heidelberger Kunstverein | untitled
- 2011: Nürnberg | NordOstArt
- 2012: Fürth | Borgo Ensemble Stadtgrenze | Gastspiel: Institut für Kunst + Sicherheit
- 2013: Berlin | Pop up Art Gallery | Group Show No. 18
- 2015: Nürnberg | Borgo Ensemble | Inspektion[47]
- 2015: Nürnberg | Raum Heute | The End of Arcadia[48]
- 2016: Nürnberg | Borgo Ensemble | Dialognahme[49]
- 2016: Nürnberg | Borgo Ensemble | Zustandsbewertung[50]
- 2017: Lauf | Wenzelschloß | Einblicke (Sammlung Appelt)[51]
- 2018: Fürth | Atelier Janetko | Gastspiel
- 2019: Maribo (Dänemark) | Gallery O
- 2019: Nürnberg | Kunstvilla | Gesammelte Werke / Installation Kunst + Sicherheit
- 2020: Fürth | A.theke | Gastspiel
- 2020: Nürnberg | Borgo Ensemble | Resilienz Komödie[52]
- 2020: Nürnberg | Borgo Ensemble | Unter Druck[53]
- 2021: Nürnberg | Kunsthaus | shift / walls[54]
- 2022: Lauf | Kaiserburg | Reminiszenzen (Sammlung Appelt)[55]
- 2023: Fürth | Atelierhaus Friedrichstraße | Gastspiel[56]
- 2023: Nürnberg | Kongresshalle | Camera obscura im Atelier[57]
- 2023: Nürnberg | Kunstvilla | Borgo Ensemble - Kunst und Freundschaft[58]
- 2024: Roßtal | Spitzweed-Kulturscheune | Jubiläumsausstellung[59]
- 2024: Berlin | 48 Stunden Neukölln | Silent Paper City Noise
- 2024: München | Klohäuschen | 7. Biennale: Die Räume[60]

## Performances (Auswahl)
- 2013: Berlin | East Side Gallery | Mauerschutz[61]
- 2014: Berlin | Kultstätte Keller | Mirovia in abstrakten Exzerpten[62]
- 2017: Enschede | Zuiderfestival
- 2018: Berlin | ars.hole Galerie
- 2018: München | 5000 Zimmer Festival
- 2019: Berlin | DAS KAPiTAL
- 2020: Chemnitz | Lokomov | w/ Miira
- 2020: München | Kunstverein Ottobrunn | Landschaft
- 2020: München | Museum Villa Stuck | Orpheus spielt im Hades[63]
- 2021: Nürnberg | St. Egidienkirche | Mit der Seele hören
- 2022: Berlin | Literaturhaus Lettrétage | Litiotopia[64]
- 2023: Berlin | Literaturhaus Berlin | Frau des Himmels und der Stürme[65]
- 2023: München | Museum Fünf Kontinente | Frau des Himmels und der Stürme
- 2024: Berlin | Volksbühne am Rosa-Luxemburg-Platz | Salon 3: Literatur & Kunst, Kritik & Visionen[66]
- 2025: Nürnberg | Soft Spot im Kunsthaus | Tripolys / Pony Noise[67]

## Veröffentlichungen
- Inside Streets - Cris Koch und Arianne Kipp, Katalog zur Ausstellung im Kunsthaus Nürnberg, mit Texten von Stephanie Braun, Matthias Dachwald, Marian Wild, Kerber Verlag, Berlin 2025, ISBN 978-3-7356-1038-6
- U0 Untergrundminiaturen, multimediale Anthologie, mit 12 Décollagen von Cris Koch, Kopf & Kragen Literaturverlag, Berlin 2024, ISBN 978-3-949729-13-3
- U8 Untergrundminiaturen, multimediale Anthologie, mit 13 Zeichnungen von Cris Koch, Kopf & Kragen Literaturverlag, Berlin 2022, ISBN 978-3-949729-08-9
- Der Kobel auf der Fensterbank, Texte und Grafiken von Marius Geitz und Cris Koch, Nürnberg 2019
- 343 m/s - Ricochet #1 - Cris Koch, Katalog zur Ausstellung im Museum Villa Stuck, Kerber Verlag, Berlin 2010, ISBN 978-3-86678-389-8